# Rue des Anciennes-Mairies
La rue des Anciennes-Mairies est une voie publique de la commune de Nanterre, dans le département français des Hauts-de-Seine, en France.

## Situation et accès

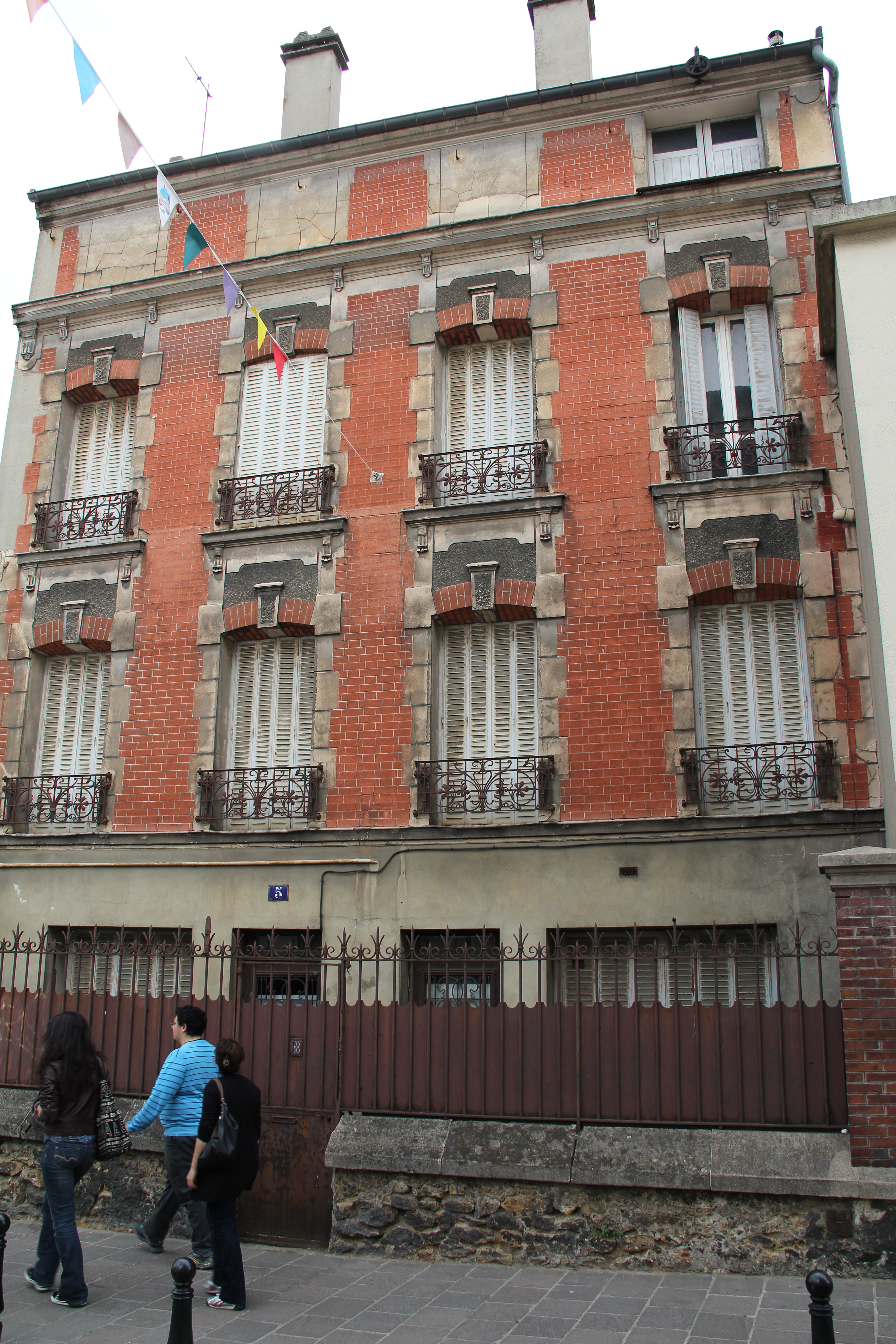
Le 5, rue des Anciennes-Mairies.

Partant du nord, cette rue croise la rue Volant, marque le début de la rue du Grand-Champ, et se termine au carrefour de la rue de l'Église et de la rue Waldeck-Rochet, anciennement rue de Saint-Denis.
Sa desserte ferroviaire s'opère par la gare de Nanterre-Ville sur la ligne de Paris-Saint-Lazare à Saint-Germain-en-Laye.

## Origine du nom

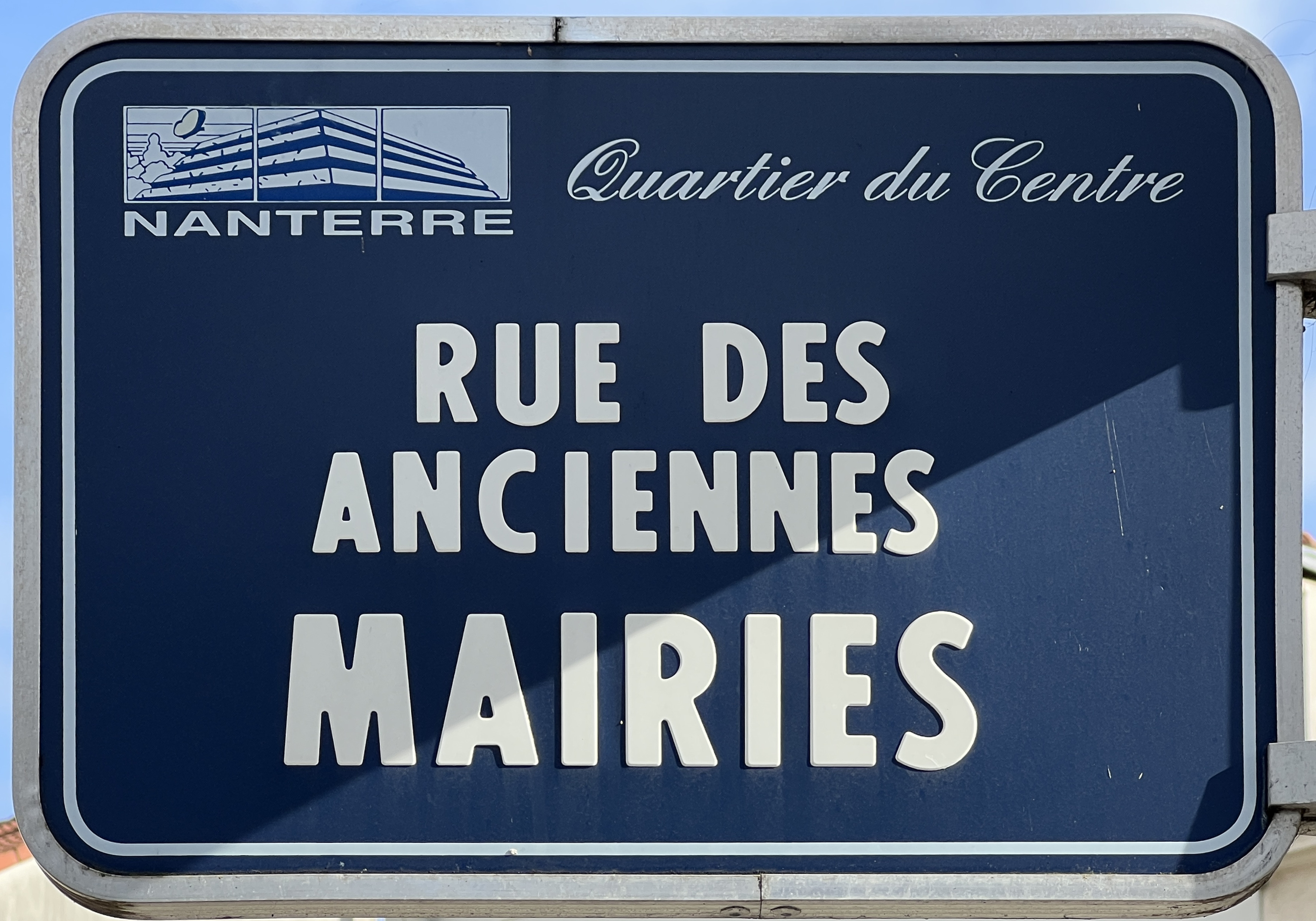
Plaque Rue des Anciennes-Mairies

Le nom de cette rue fait référence à deux mairies successives de la commune. Jusqu'en 1839, les réunions communales se tenait dans un local au croisement de la rue du Levant et du Vieux-Chemin-de-Paris, aujourd'hui la rue Sadi-Carnot. Un nouveau local fut inauguré en 1842 dans cette rue, et c'est en 1923 que l'hôtel de ville fut réinstallé villa des Tourelles.

## Historique

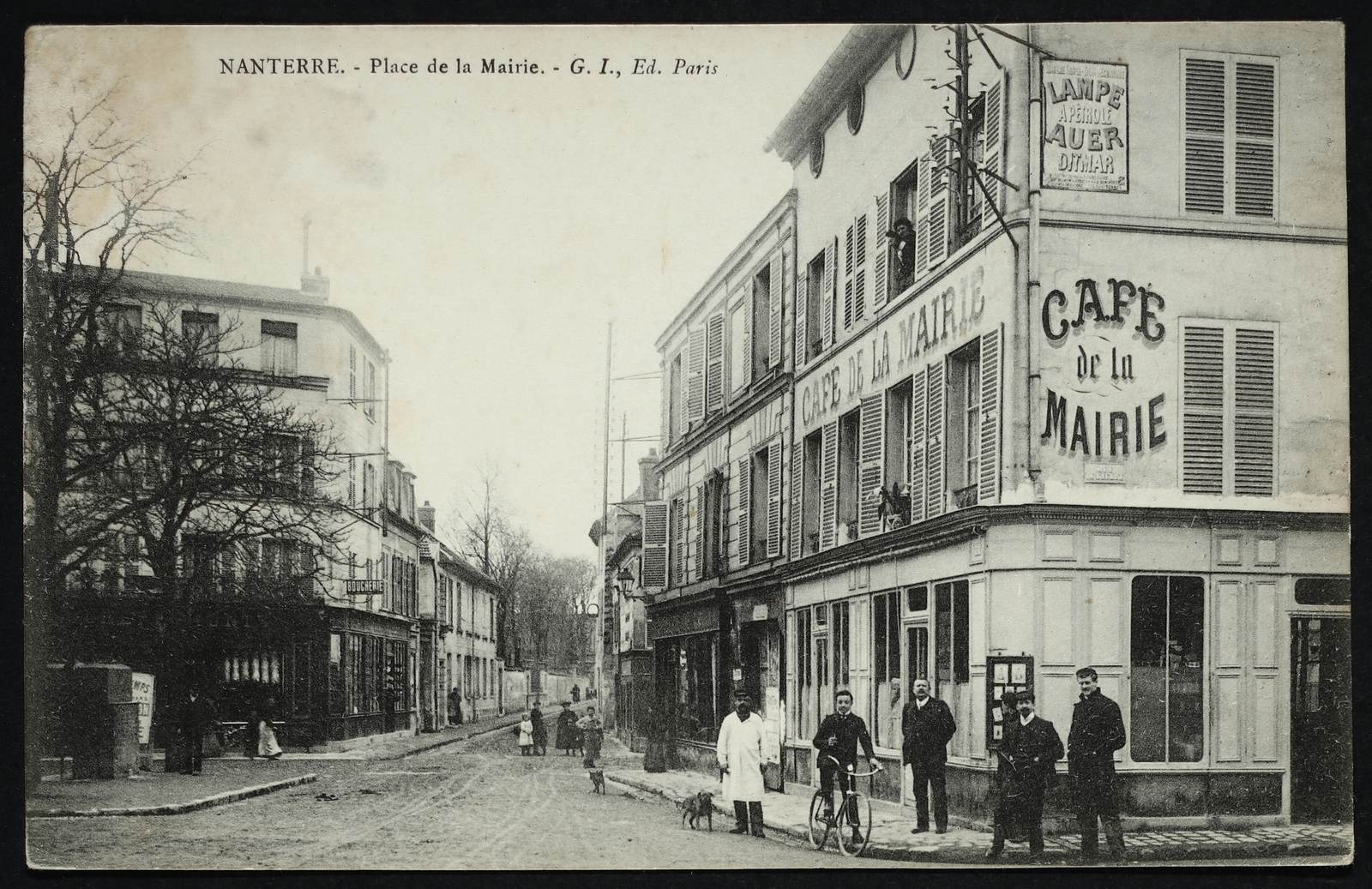
La place de la Mairie vers 1910.

C'était autrefois la ruelle du Cimetière.
Il s'agissait d'un cimetière encore visible sur des plans de 1778. Il fut transféré boulevard du Nord (aujourd'hui rue de Stalingrad) en 1831.

## Bâtiments remarquables et lieux de mémoire
- Parc des Anciennes-Mairies[4].
- Hôtel de ville, de 1842 à 1923[5].

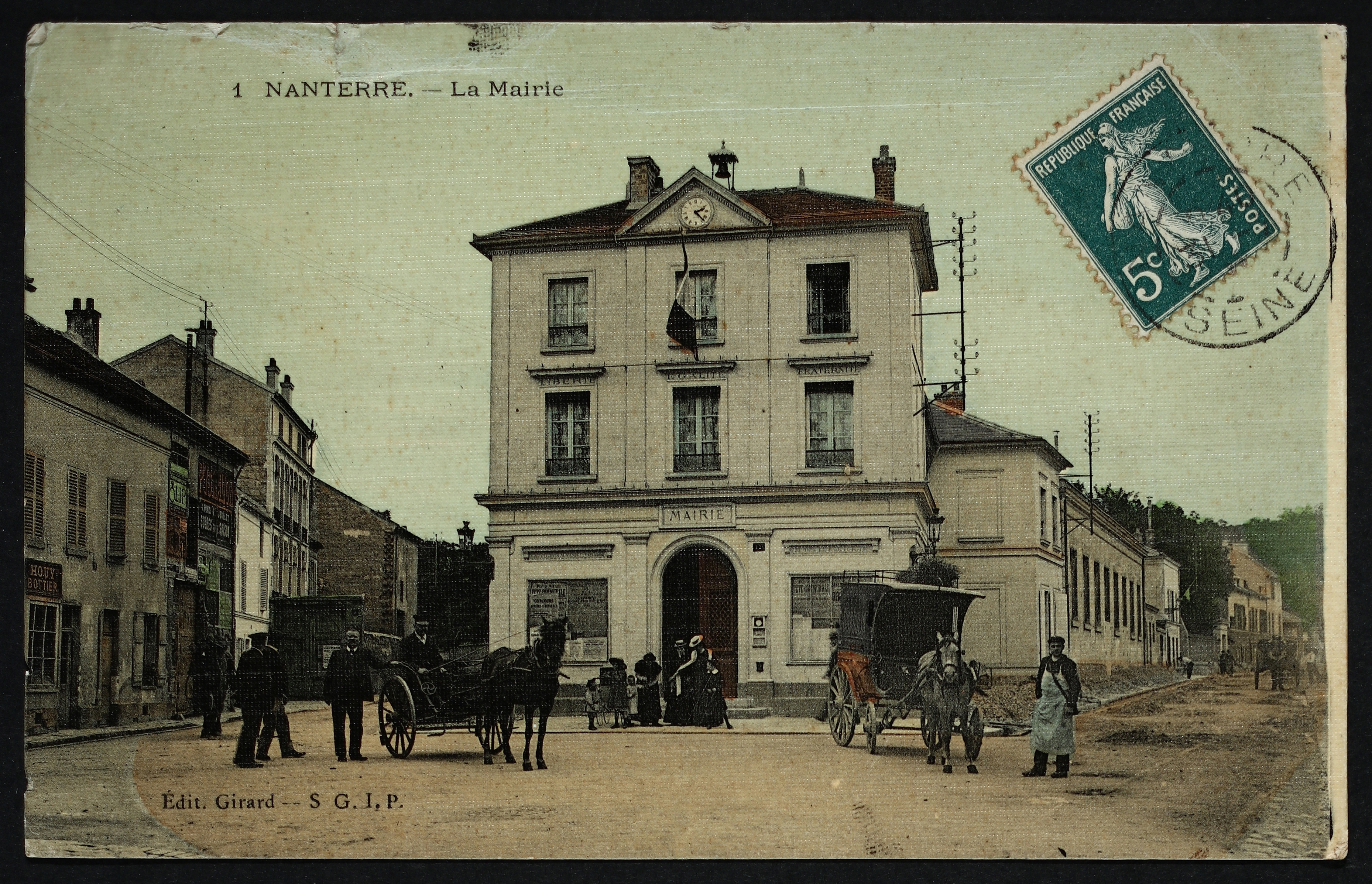
L'ancienne mairie à l'angle de la rue Waldeck-Rochet. C'est aujourd'hui une crèche municipale.

- Villa des Tourelles, construite en 1824 par l'architecte diocésain Charles Nizet[6].
- Des scènes du film Neuilly sa mère, sa mère ! y ont été tournées en 2018.
- Cinéart, ancien cinéma de quartier[7], bâti en 1900 à l'emplacement d'une ferme[8].